# نظریه نسل‌کشی مضاعف
نظریه نسل‌کشی مضاعف این ایده را مطرح می‌کند که دو نسل‌کشی در اروپای شرقی رخ داده‌است، نخست در هولوکاست نازی‌ها اقدام به کشتار یهودیان کردند و در نسل‌کشی دوم اتحاد جماهیر شوروی علیه مردم محلی قتل‌عام به راه انداخت. این تئوری اولین بار در دههٔ ۱۹۹۰ در کشورهای بالتیک رایج شد. بعضی از نسخه‌های این نظریه، یهودیان را به شرکت در کشتار شوروی متهم می‌کنند و از این رو مشارکت محلی در هولوکاست را تلافی آن اقدام توصیف می‌کنند.